# Perkelt
Perkelt (maďarsky pörkölt) je pokrm z masa, který pochází z Maďarska. Toto jídlo je podobné guláši, obsahuje však méně vody a podává se obvykle s přílohou (např. tarhoňa, noky, rýže). Může být připraven jak z hovězího nebo vepřového masa, tak třeba z kuřecího či rybího, případně z jejich směsi.

## Příprava
Maso se nakrájí na různě velké kostky. Nakrájená cibule se osmaží dozlatova, pak zasype paprikou (dle chuti buď jemnou, nebo pálivou).
Po přidání vody a jejím vyvaření se přidá maso, kmín a utřený česnek. Několik minut je třeba povařit a poté lze přidat oloupaná rajčata. Poté se pokrm asi 30–40 minut dusí pod pokličkou, než maso změkne.